# Spalt Spalter
Spalt Spalter ist ein Siegelhopfen aus Deutschland  mit geschützter Ursprungsbezeichnung.

## Herkunft
Das Herkunftsgebiet entspricht dem Hopfen-Anbaugebiet Spalt nach § 3 der Bayerischen Verordnung zur Durchführung des Hopfengesetzes (BayHopfDV). Es umfasst im Siegelbezirk Spalt die Gemeinden Abenberg, Büchenbach, Georgensgmünd, Heideck, Röttenbach, Roth, Spalt, Absberg, Ellingen, Haundorf, Höttingen, Pfofeld, Pleinfeld, Mitteleschenbach, Neuendettelsau, Windsbach und im Siegelbezirk Kinding die Gemeinden Beilngries, Denkendorf, Kinding, Kipfenberg, Titting, Greding, Berching sowie die Gemarkungen Pondorf und Schamhaupten in der Gemeinde Altmannstein.
Im Mittelalter hat der Hopfenanbau den bis dahin üblichen Weinbau in der Region abgelöst. So steht der Hopfen in Orten wie Großweingarten in ehemaligen Weinlagen. Das milde Klima mit 650 mm Niederschlägen und eine lange Sonnenscheindauer von 1.700 Stunden im Jahr begünstigen den Hopfenanbau, ebenso die tiefgründigen, leichten bis mittelschweren, leicht erwärmbaren Böden. Im hügeligen Gelände werden die Hopfengärten traditionell in Tallagen angelegt, in denen auch bei länger ausbleibenden Regenfällen Wasserreserven vorhanden sind.
Spalt zählt zu den kleinen, allerdings sehr alten Hopfenanbaugebieten. Ein Gütesiegel wurde der Stadt 1538 verliehen und gilt als ältestes Gütesiegel der Welt. Eine Tradition hat der Anbau der Sorte Spalter. Diese Landsorte aus dem Saazer Formenkreis (Spalter, Tettnanger, Saazer) wird seit Jahrhunderten um die Ortschaft Spalt angebaut. Bei der Sortenbezeichnung wird das entsprechende Anbaugebiet vor die Sortenbezeichnung gesetzt; in diesem Fall also Spalt Spalter. Ein in der Hallertau erzeugter Spalter würde Hallertau Spalter heißen.
Die vollständige Erzeugung des Rohhopfens bis zum die Abpacken der Hopfendolden durch den Hopfenpflanzer erfolgen im Herkunftsgebiet. Für die Vermehrung des Hopfens dürfen nur Mutterpflanzen aus diesem Gebiet verwendet werden.

## Herstellung
Echter Hopfen ist zweihäusig. Nur die weiblichen Pflanzen bilden Hopfenzapfen (Lupuli strobulus), die auch Hopfendolde oder Trolle genannt werden. Die Ernte erfolgt zwischen Ende August und Mitte September. Die Hopfenzapfen werden nach der Ernte getrocknet und zur Verarbeitung gepresst und gekühlt.
Die Verarbeitung zu Hopfenpellets oder Hopfenextrakt dient der werterhaltenden Lagerung des Rohhopfens und der Verbesserung der automatischen Dosierung in der Brauerei. Bei der Herstellung von Hopfenpellets werden die Hopfendolden gemahlen und anschließend gepresst. Bei Pellets Typ 90 werden aus 100 kg Rohhopfen ungefähr 90 kg Pellets gewonnen. Pellets Typ 45 werden durch mechanische Erhöhung des Lupulindrüsenanteils des auf – 35 °C tiefgefrorenen Hopfens gewonnen, indem ein Teil der Blattfraktion und der Doldenspindel durch Sieben entfernt wird. Hierbei werden dem Hopfen keinerlei Stoffe hinzugefügt.
Hopfenextrakte werden seit Anfang der 1970er Jahre großtechnisch hergestellt. Um die polaren Harz- und Ölbestandteile der Hopfendolde zu lösen wird flüssiges oder überkritisches CO2 bzw. Ethanol verwendet.
Die geschützte Ursprungsbezeichnung Spalt Spalter bezieht sich auf die getrockneten Hopfenzapfen sowie die daraus gewonnenen Pellets und Extrakte.

## Eigenschaften
Der  für diesen Hopfen typische Myrcen-Gehalt liegt bei 20–35 %. Ein weiteres Merkmal ist ein hoher Anteil  von Farnesen (10–20 %). Der hohe Farnesengehalt bildet zusammen mit den relativ niedrigen Gehalten an Alpha-Bittersäure (2,5–5,5 %) und Betasäure (3,0–5,0 %) den aromatischen Gesamtcharakter.
Spalt Spalter hat ein besonderes intensives und feines Hopfenaroma mit blumigen, fruchtigen und würzigen Noten.

## Kennzeichnung und Handel
In den Richtlinien ihrer „Arbeitsgruppe neutrale Qualitätsfeststellung“ hat die Hopfenwirtschaft Kriterien für die Qualitätsuntersuchung festgelegt. Die Qualitätsfeststellung ermöglicht in Verbindung mit der traditionellen Siegelung und der Dokumentation über Herkunft und Chargenrückverfolgbarkeit eine sichere Unterscheidung der Herkunftsgebiete. Der Erzeuger wiegt, kennzeichnet und verplompt unter Aufsicht den erzeugten Hopfen und erstellt die Begleiturkunde über Anzahl, Gewicht und Herkunft.
Die Erzeugung von Spalt Spalter wird in der Siegelhalle (Hopfenkühlhalle) oder auf dem Hopfenbaubetrieb vom Siegelbeamten vorgenommen. Nur mit Siegelurkunde kann der Hopfen einer weiteren Verarbeitung zugeführt bzw. in Verkehr gebracht werden.